# Royal Francs Borains
Royal Francs Borains – belgijski klub piłkarski z siedzibą w Boussu.

## Historia
Klub został założony w 1922 jako Sporting Club Boussu-Bois (SC Boussu-Bois), a w 1983 zmienił nazwę na Royal Francs Borains. W 1985 po raz pierwszy w historii awansował do trzeciej ligi. W sezonie 1985/1986 dotarł do półfinału Pucharu Belgii, przegrywając w nim z pierwszoligowym Cercle Brugge. W 2008 klub przyjął nazwę Royal Boussu Dour Borinage, a rok później awansował do drugiej ligi i spędził w niej przez pięć kolejnych sezonów. W 2014, po spadku z ligi wrócił do nazwy Royal Francs Borains. W 2023 ponownie wywalczył promocję do drugiej ligi.
Oprócz występów w drugiej lidze, klub rozegrał 23 sezony na poziomie trzeciej ligi (1985–1995, 1999–2009, 2020–2023).

### Historia występów w drugiej lidze
| Sezon   | Liga                  | Miejsce | Uwagi  | Nazwa                      |
| ------- | --------------------- | ------- | ------ | -------------------------- |
| 2009/10 | Division 2            | 5.      |        | Royal Boussu Dour Borinage |
| 2010/11 | Division 2            | 13.     |        | Royal Boussu Dour Borinage |
| 2011/12 | Division 2            | 11.     |        | Royal Boussu Dour Borinage |
| 2012/13 | Division 2            | 5.      |        | Royal Boussu Dour Borinage |
| 2013/14 | Division 2            | 9.      | spadek | Royal Boussu Dour Borinage |
| 2023/24 | Challenger Pro League |         |        | Royal Francs Borains       |

## Reprezentanci kraju grający w klubie
stan na listopad 2023
|  | - Madjid Adjaoud - Hubert Cordiez - Albert Cluytens - Guy Dardenne - Philippe Garot - Jonathan Walasiak - Rodrigue Dikaba - Elos Elonga-Ekakia - Sidney Obissa - Shaquille Dutard - Jean-Louis Keita - Ouparine Djoco |  | - Prosper Mendy - Alessio Curci - Chemcedine El Araichi - Houssen Abderrahmane - Jorys Mène - Janusz Baran - Kazimierz Buda - Roman Ogaza - Alexis Gonçalves - Steven Godfroid - Daré Nibombé |